# Donji Rujani
Donji Rujani ist ein kleines Dorf mit rund 483 Einwohnern (Stand 2013) bei der Kleinstadt Livno in Bosnien-Herzegowina.

## Geschichte
Erste Erwähnungen des Dorfes führen bis ins Jahr 1400 zurück.
| Jahr | Einwohner |
| ---- | --------- |
| 1961 | 1019      |
| 1971 | 958       |
| 1981 | 703       |
| 1991 | 445       |
| 2013 | 483       |